# Carlos Vergés Roger
Carlos Vergés Roger (Barcelona, 20 de mayo de 1957) es un oftalmólogo español especialista en la cirugía de la catarata, cirugía refractiva y presbicia, trasplante de córnea y ojo seco. Actualmente es el fundador y director médico de Área Oftalmológica Avanzada.

## Reseña biográfica
Se licencia en medicina y cirugía en la Facultad de medicina de la Universidad de Barcelona con la calificación de excelente. Ese mismo año se traslada a Boston (USA) para realizar investigación en la Universidad de Harvard donde aprovechará para realizar su tesis doctoral sobre los mecanismos de secreción lagrimal que serán básicos para entender la patología del Síndrome de ojo seco con la calificación de cum laude. La tesis es presentada en Barcelona en 1983 y le valió el Premio Nacional de Investigación (1983). 
Sigue su formación realizando un Fellow en Córnea en el Departamento de Oftalmología de la Harvard Medical School, Massachusetts Eye and Ear Infirmary (1985) y en Patología Ocular en el Moorfields Eye Hospital de Londres y el Hôpital de Dieu de París (1986).
Ya en Barcelona, empieza su actividad profesional en el Hospital Clínico y Provincial de Barcelona, primero como Adjunto y luego como Jefe de Sección de Segmento Anterior, donde destaca sus aportaciones en el campo de la cirugía de las cataratas con facoemulsificación y en el campo de la córnea, con nuevos tratamientos con inmuno supresores (Ciclosporina) en el trasplante de córnea (Premio Nacional INQUIFARMA 1985).
En su afán por ampliar sus conocimientos en el mundo relacionado con la oftalmología, realiza el máster en Dirección de Servicios Hospitalarios (ESADE 1990) y en 1995 cursa la Licenciatura de Filosofía en la Universidad de Barcelona.
En 1989 funda y actúa como director médico de Área Oftalmológica Avanzada, una sociedad médica con el objetivo de aglutinar talento y dedicar a la investigación de patología oftalmológica.
En 1991 gana las oposiciones de Profesor Titular de Cátedra y pasa a desempeñar la Jefatura de Servicio del Departamento de Oftalmología en el Hospital del Mar de Barcelona. 
En el 2000 el Dr. Carlos Vergés y todo el equipo de Área Oftalmológica Avanzada se traslada al Institut Universitari Dexeus para dirigir el departamento de oftalmología. En el 2007 se vincula con la Universidad Politécnica de Cataluña (UPC) y pasa a realizar su actividad clínica a la Clínica CIMA, adscrita a esta Universidad, donde se centra en el desarrollo de nuevas lentes intraoculares para la cirugía de la catarata y en nuevos perfiles de ablación para la cirugía láser de la presbicia, figurando como asesor científico de las compañías líderes mundiales como oftalmólogo.
Durante estos años imparte docencia con un programa propio en la formación de especialistas MIR, ha realizado diversos cursos de doctorado y másteres especializados en segmento anterior y publicado numeroso artículos científicos en revistas y en libros y forma parte de las sociedades oftalmológicas más importantes, participando activamente en cursos y congresos. En la actualidad es miembro del Board de la Sociedad Internacional de Cirugía Refractiva y de la Academia Americana de Oftalmología (ISRS, AAO).
En la actualidad sigue como director médico en Área Oftalmológica Avanzada, que dirige el departamento de oftalmología de Hospital Dexeus (Instituto Oftalmológico Dexeus) y con su actividad docente e investigadora en la UPC, colaborando con otras universidades nacionales y extranjeras. Su área de interés está centrada en el ámbito de las cataratas y en los mecanismos neurofisiológicos de la visión, la cirugía refractiva y presbicia, trasplante de córnea y ojo seco.

## Aportaciones a congresos e investigación

### Cirugía de la catarata
Destaca por sus aportaciones en la evolución de las técnicas quirúrgicas para la cirugía de la catarata publicados en los principales medios de impacto científico en los medios especializados tales como la evaluación del endotelio corneal después de la facoemulsificación con infusión continua en cámara anterior que le permitió ayudar al desarrollo e incorporación de la técnica de la cirugía de la catarata con microincisión MICS bimanual, una de las técnicas más modernas para la cirugía de la catarata así como el diseño de material quirúrgico y diseño de lentes intraoculares para realizar esta técnica. El Dr. Carlos Vergés es uno de los primeros cirujanos en España en realizar la cirugía de cataratas con láser así como uno de los primeros en realizar un estudio refractivo para el diseño de lentes multifocales evaluando la inclinación de las lentes intraoculares acomodativas en la prestigiosa revista American Journal of Ophtalmology.
En relación con la cirugía de cataratas, también cabe destacar sus aportaciones científicas en estudios relacionados con otras patologías oculares como es el glaucoma, más concretamente en lo referente a las estrategias son las más adecuadas para abordar la cirugía de la catarata combinado con la cirugía del glaucoma.

### Cirugía refractiva
También destaca por sus publicaciones en referencia a la cirugía refractiva tales como el estudio de la córnea para reducir errores biométricos en pacientes post-LASIK con el Pentacam así como las nuevas técnicas de Esclerectomía profunda asistida por láser en la cirugía del glaucoma.

### Ojo seco
En lo referente a ojo seco, es uno de los primeros en proponer la nutrición y los factores oxidativos del estrés en la mesa del diagnóstico del mismo así como el diseño de nuevos tratamientos como la luz pulsada para el tratamiento del ojo seco.

## Sociedades
El Dr. Vergés es miembro de las siguientes sociedades científicas nacionales e internacionales
- American Academy of Ophthalmology
- European Society of Cataract & Refractive Surgeons
- International Society of Refractive Surgery
- International Society of Bilateral Cataract Surgeons
- The Cornea Society
- Sociedad Española de Oftalmología
- Sociedad Española de Cataratas y Cirugía Refractiva
- Societat Catalana d’Oftalmologia
- Acadèmia de Ciències Mèdiques de Catalunya i Balears

## Distinciones
- Premio Nacional de Investigación, 1983
- Premio Nacional INQUIFARMA, 1985